# 五十嵐寿也
五十嵐 寿也（いがらし としや）は日本の歌手、音楽ディレクター、音楽プロデューサー。北海道函館市出身。

## 来歴・人物
中学校時代に先輩たちが組んでいたバンドにボーカルとして引き抜かれ、これがきっかけで音楽活動を始める。15歳の時に同バンドで「ヤマハポピュラーソングコンテスト」に応募、函館代表として北海道大会に出場。翌年には北海道代表として同コンテストに本選出場を果たし、16歳で上京。
1983年、五十嵐寿也(ファンキー)名義でオリジナルアルバム『LADY DANGER』とシングル『彼女の日課』をポリドールよりリリースし、歌手デビュー。同シングル曲にて「PARCOオルガン坂大賞」にて作詞賞を受賞。
その後スタジオミュージシャンに転向。自身の楽曲制作の傍らでフリー歌手として活動し、コーラス参加やCMソング歌唱のほか、『マシンロボ ぶっちぎりバトルハッカーズ』『仮面ライダーBLACK』（ともに1987年）といったアニメ・特撮作品の楽曲を歌唱。
1989年末に日本コロムビアに入社し、音楽ディレクターとして楽曲制作に携わる。コロムビアジャパン第1制作部部長、A&R本部副本部長を経て、2015年4月1日よりA&C本部エグゼクティヴプロデューサーを務めた。
2016年頃からはテイチクエンタテインメントに入社し、制作本部インペリアル制作2部長を経て、制作宣伝本部副本部長を務めている。
2024年10月9日には、オリジナルアルバム『LADY DANGER』が最新リマスター仕様SHM-CDで復刻し、タワーレコードで限定販売された（PROT-1379）。

## ディスコグラフィ

### シングル
- 彼女の日課（1983年/7DX 2030/ポリドール）
  - 彼女の日課
  - BEFORE WE SAY GODD-BYE

### オリジナルアルバム
- LADY DANGER（1983年/28MX 2061/ポリドール）
  - SIDE 1
    - LADY DANGER
    - KING SALMON
    - KANOJYO NO NIKKA
    - BEFORE WE SAY GOOD-BYE

  - SIDE 2
    - BLODY
    - INNOCENCE
    - I WISH
    - ITSUKA KOKORO NO MAMANI

### 参加作品
- 上田力&パワーステーション『Cara De Piedra』（1982年）※「ファンキー五十嵐」名義
  - Ain't No Paradise
- 上田力&パワーステーション『HEARD WIND』（1984年）※「ファンキー五十嵐」名義
- NON-STOP ANIMATION（1989年）

## 代表曲

### アニメソング
- 『マシンロボ ぶっちぎりバトルハッカーズ』（1987年）
  - ぶっちぎりバトルハッカーズ（オープニングテーマ）
  - YOU ARE MY FRIEND（挿入歌）
- 『トランスフォーマー 超神マスターフォース』（1988年）
  - 超神マスターフォースのテーマ（オープニングテーマ）
  - 燃えろ! トランスフォーマー（エンディングテーマ） - 森の木児童合唱団と共に歌唱
  - 奇跡のトランスフォーマー（挿入歌）
  - 進め! 超神マスターフォース（挿入歌）
  - WE BELIEVE TOMORROW（挿入歌）
  - スーパージンライのテーマ（挿入歌）
  - 変身!ゴッドマスター（イメージソング）
  - 宇宙の支配者・デビルZ（イメージソング）
- 『超人ロック ロードレオン』（1989年）
  - TRY TO BELIEVE（オープニングテーマ）
- 『ジャングルブック・少年モーグリ』（1989年）
  - GET UP/愛を信じて（オープニングテーマ）
  - ヒーロー誕生（イメージソング）

### 特撮ソング
- 『仮面ライダーBLACK』（1987年）
  - 仮面ライダーBLACK 〜星のララバイ〜（挿入歌）
  - 激走! 二大マシン（挿入歌）
  - ゴールに向かって走れ（挿入歌）
  - BLACK ACTION（挿入歌）
  - ブラックホール・メッセージ（挿入歌）
  - 変身! ライダーブラック（挿入歌）
  - レッツファイト・ライダー（挿入歌）

### コミックス・イメージソング
- 『ジャスティ』（1984年9月21日）※未CD化
  - アスタリスの涙
  - エスパーコマンド、光の宇宙（うみ）へ
  - 時間（とき）の彼方
- 『なな色マジック』（1988年7月21日）※ミッシェル・ソレルの歌唱を担当
  - 三文芝居
  - Je m'appelle Michel

### ゲームソング
- 『スーパーロボット大戦F』PlayStation版（1998年12月10日）
  - 出撃! スーパーロボット大戦（後述のCMソングのフルサイズ版リミックスバージョン）

### CMソング
- スーパーファミコン用ゲームソフト『第4次スーパーロボット大戦』CMソング（1995年）

### コーラス参加
- Flying New Asian（1991年5月27日発売/窪田晴男）
- HEART of ENERGY（1994年4月1日発売/中村雅俊）
  - 風もない週末
  - 星になるまで愛したい
  - 禁じられた情熱
  - いまがあればいい

## 主なプロデュースアーティスト
- 中西志保[7]
- 一青窈[7]
- 上間綾乃[8]